# さとうみつろう
さとうみつろう（1980年（昭和55年）6月30日 - ）は、日本の作家、ミュージシャン、ナビゲーター。サノバロック（3of6） sun of rockのメンバー。
音楽ライブや講演会などを全国で開催するかたわら、本の執筆やイベントの企画等も手掛ける。
沖縄県石垣島出身。血液型はO型。

## 来歴
沖縄県石垣島に誕生。3歳で「私とは何か?」を考え始める。5歳で「宇宙の外側には何があるの?」と保育園で質問する。
小学生の頃、同級生を笑わせるために「おかしな物語り」の本を作成。中学は男子校で親元を離れて寮生活を送り、ラグビー部に所属。中学2年生の時、ドラムを叩く同級生と出会い、独学でドラムを覚えて学園祭で初めてバンドを組み演奏を披露。修学旅行ではオーストラリアに2週間ホームステイし、英語を話せなくとも生き抜く術を身につける。
那覇市内の高校へ進学。バンドGFBのドラムを担当。ギターで作詞作曲をし、インディーズでCD制作を実現。高校の修学旅行で訪れた北海道で「雪の白さ」に感動し、札幌の大学への進学を決める。
大学在学中にクラブイベントMuzik Nightを主催。カフェのプロデュースも行う。大学3年生に修学旅行で訪れたバンクーバーに40日間ホームステイをするも、ほぼ日本語だけで過ごす。
大学卒業後、エネルギー系の東証一部上場企業に入社。サラリーマンとしての経験を通して社会が抱える多くの矛盾を目の当たりにし、「世界を変えるためには、1人ひとりの意識の革新が必要」と痛感し、SNSで独自の考え方やエッセイ、詩や楽曲の発信を開始。口コミで「クスっと笑えて、分かりやすい文章」が評判となり、さとうみつろう公式ブログが各種人気ランキングで1位を記録。
その後、仕事と質の良いブログを書き続けることとの両立が困難になり、ブログを辞めることを決意。しかし、毎日届く読者からの感謝のメッセージが心に刺さり、辞める前に読者の顔が見たくなり､誰がみつろうなのかが分からない様にする事をルールとしたオフ会を開催。少数ではあったが参加者の男性全員に「自分がみつろうです。」と名乗る事を依頼。すると、ある中年男性の前に行列が出来き､ひとりひとりが心から伝える感謝のメッセージを傍で聴くうちに､読者からの感謝のメッセージを正面から受け止められなかった自分自身の在り方に怒りを感じ､会社を辞めて独立することを決意。
2014年に起業し、同年9月に出版した「神さまとのおしゃべり」は20万部突破。アマゾンランキング「本」総合部門で1位となる。また、2015年からは「さとうみつろうトークショー」の中に「純正律ピアノ」を用いたカノン瞑想（純正律カノン瞑想）を取り入れる。
中学生の頃から続けているバンド活動にも力を入れ、2016年にサノバロック（3of6） sun of rockにてメジャーレーベルからCD「グラビトン」を発売し、初登場オリコン27位をマーク。独自の思想をメロディに乗せる事で、多くの人へ想いを届け続けている。
著書やブログに登場する家族の名称を、妻・さとうハニートースト、長男・さとうコクトウ、長女・さとうザラメ、次女・さとうミリン、母・さとうきび、としている。

## 書籍

### 著書
- 神さまとのおしゃべり（2014年9月28日　ワニブックス ISBN 9784847092725 [6]）
- 豆乳グルグルヨ－グルトで腸美人！（2015年5月30日 マキノ出版 ISBN 9784837663560 [7])
- あなたが人生でやっておくべき、たった1つのこと（2015年6月30日　ワニブックス ISBN 9784847093630 [8]）
- 毎日が幸せだったら、毎日は幸せと言えるだろうか？（2015年9月23日　ワニブックス ISBN 9784847093777 [9]）
- もしも人生が一度きりだとしたら。もしもそれが、「もしも」じゃないとしたら。（2015年9月23日　ワニブックス ISBN 9784847093784 [10]）
- 笑えるスピリチュアル（2015年12月4日　KADOKAWA ISBN 9784046014092 [11]）
- その名は、バシャール（2016年3月11日　ヴォイス ISBN 9784899764502 [12]）
- 引き寄せの法則 もっと人生★ワクワク楽しもう！1（2016年11月21日 ヒカルランド ISBN 9784864713535 [13]）
- 金持ち指令（2016年12月2日　主婦と生活社 ISBN 9784391148947 [14]）
- 営繕さんの幸せドリル（2017年4月14日　小学館 ISBN 9784093885409 [15]）
- 悪魔とのおしゃべり（2017年10月25日　サンマーク出版 ISBN 9784763136541 [16]）
- 【文庫】神さまとのおしゃべり（2018年1月11日　サンマーク出版 ISBN 9784763160966 [17]）
- 0Rei 上（2020年8月5日　サンマーク出版 ISBN 9784763137425 [18]）
- 0Lei 下（2020年8月5日　サンマーク出版 ISBN 9784763138484 [19]）
- 【文庫】悪魔とのおしゃべり（2022年10月14日　サンマーク出版 ISBN 9784763161352 [20]）
- Noサラリーマン、Noジャパン――あなたの存在を光らせる仕事のやり方（2022年10月14日　サンマーク出版 ISBN 9784763161369 [21]）
- BASHAR(バシャール)2023―バシャールに、人類の未知を聞いてみた。（2022年11月25日　ヴォイス ISBN 978-4-89976-528-8 [22]）

### 連載
- マキノ出版『ゆほびか』（2014年4月号-不定期連載）
- PHP『くらしラク～る』（2014年10月号-隔号連載）
- 主婦と生活社『週刊女性』「金持ち指令」（2015年7月号-2016年4月号）[4]
- 小学館『月刊DIME』「営繕係休憩室」（2016年5月号-2017年10月号）
- 季刊誌『自然栽培』「みっちゃんの イイモノひろめ隊」（2018年6月-）

## 作品

### アルバム
- Graviton（グラビトン）／サノバロック（2016年1月27日　ドリーミュージック JAN 4582114161489 ）
- ツクヨミ／サノバロック（2022年10月26日　ドリーミュージック JAN 4582114169614 ）
- スサノオ／サノバロック（2022年11月30日　ドリーミュージック JAN 4582114169621 ）
- アマテル／サノバロック（2022年12月21日　ドリーミュージック JAN 4582114169638 ）[23]

## コンサート・イベント
| 公演日程              | 形態       | タイトル                                                         | 会場 | 備考                                      |
| --------------------- | ---------- | ---------------------------------------------------------------- | --- | ----------------------------------------- |
| 2014年2月1日－6月21日 | ツアー     | どうも僕です、僕でしたツアー                                     | 東京神楽坂 名古屋5/Rホール 大阪南港サンセットホール 高松音楽カフェ 広島musica hall 福岡ルーテル博多教会 金沢APA14FHall 札幌Gクレフ326 仙台オルゴール館 東京内幸町ホール |                                           |
| 2014年5月30日         | ツアー     | みっちゃんと行く『伊勢ミソカモウデツアー』                       | 伊勢神宮 |                                           |
| 2014年9月23日         | コラボ     | 本当の私の叫び                                                   | 東京IMAホール | 阿部敏郎さんとのジョイント・コンサート    |
| 2014年11月9日         | コラボ     | 『シンプルを信じられなかった代償』                               | 沖縄てだこホール | 阿部敏郎さんとの沖縄コンサート            |
| 2015年3月6日          | ツアー     | 比叡山延暦寺2泊3日宿泊ツアー                                     | 比叡山延暦寺 |                                           |
| 2015年3月30日         | 神事       | 純正律ピアノの奉納演奏                                           | 天岩戸神社 |                                           |
| 2015年5月30日         | ツアー     | みっちゃんと行く『伊勢ミソカモウデツアー』                       | 伊勢神宮 |                                           |
| 2015年6月20日         | ツアー     | みっちゃんと行く『ビーチのゴミを拾うためだけに沖縄へ行くツアー』 | 沖宮 |                                           |
| 2015年6月30日         | イベント   | 『明日は今日以上』                                               | 東京みなとみらい大ホール |                                           |
| 2015年7月7日          | イベント   | 『ゆんゆんプロジェクト～誰にも迷惑を掛けずにバカになろう』       | 代々木公園 |                                           |
| 2015年8月22日         | コラボ     | 『私なんて居ないって言ってた私』                                 | 東京KHCホール | 大和田菜穂、阿部敏郎                      |
| 2015年9月10日         | イベント   | 『ラグジュアリー詩の朗読会』                                     | ビルボードライブTOKYO |                                           |
| 2015年9月21日         | イベント   | 『わたしは、私の一番のお得意さん』                               | 日比谷公会堂 | ゲスト出演                                |
| 2015年9月23日         | コラボ     | 『秋分点瞑想』                                                   | 大阪メルパルクホール | 惣領智子、阿部敏郎、サノバロック          |
| 2015年10月2日         | コラボ     | 『本音は胸のあたりに出てくる』                                   | 東京ドームシティホール | 世界的ベストセラー作家パム・グラウド      |
| 2015年11月21日        | ツアー     | みっちゃんと行く!『出雲カミムカエマツリツアー』                  | 出雲大社 |                                           |
| 2015年11月27日        | ツアー     | 『あなたが生きている』                                           | 大阪エルセラーンホール |                                           |
| 2015年12月5日         | イベント   | 『サントリーホールが一番笑った日』                               | サントリーホール |                                           |
| 2016年3月6日          | ツアー     | みっちゃんと行く!『自然栽培体験ツアーin埼玉』                    | 埼玉 |                                           |
| 2016年3月27日         | イベント   | 『スパイラル実験』                                               | ミューザ川崎 |                                           |
| 2016年4月3日          | コラボ     | 『引き寄せとノンデュアリティ』                                   | 東京アプリコホール | Happy、Lica、Naho、阿部敏郎               |
| 2016年5月1日          | ライブ     | サノバロックライブ                                               | 大阪シャングリラ |                                           |
| 2016年6月10日         | イベント   | 『我慢貯金のおろしかた』                                         | 埼玉芸術劇場音楽ホール |                                           |
| 2016年7月21日         | コラボ     | ひすいこたろう×さとうみつろう                                    | 東京都 | ひすいこたろう                            |
| 2016年8月26日         | コラボ     | 楽になれる空間スピフェス                                         | 東京有楽町ホール | 山本シュウ×さとうみつろう×CHIE ゲスト出演 |
| 2016年9月10日         | コラボ     | 鳴海周平×さとうみつろう                                          | 札幌かでるホール |                                           |
| 2016年10月16日        | イベント   | 『毎日がバースディ』                                             | 岡山シンフォニーホール |                                           |
| 2016年11月3日         | コラボ     | 滝沢泰平×さとうみつろう                                          | 山梨県立図書館 |                                           |
| 2016年11月3日         | ツアー     | みっちゃんと行く!『出雲カミムカエマツリ』                        | 出雲大社 |                                           |
| 2016年12月14日        | イベント   | 『2,000人で即興演奏!年末第九』                                   | ミューザ川崎 |                                           |
| 2017年3月21日         | ツアー     | みっちゃんと行く『空海の目覚めin高野山ツアー』                   | 高野山 |                                           |
| 2017年5月14日         | コラボ     | さとう式×さとうみつろう                                          | 横浜みなとみらい |                                           |
| 2017年7月9日          | ツアー     | みっちゃんと行く!出羽三山ツアー                                  | 出羽三山 |                                           |
| 2017年9月23日         | コラボ     | 阿部敏郎×惣領智子×さとうみつろう                                 | 浜松 |                                           |
| 2017年11月19日        | 神事       | 神事『天は、気にしない』                                         | 天河神社 |                                           |
| 2018年2月14日         | コラボ     | 雲黒彩×阿部敏郎×さとうみつろう                                   | 札幌ガンガーラ |                                           |
| 2018年5月27日         | コラボ     | 『惑星のカケラコラボ』                                           | 下関 | 木内鶴彦×ドリーム先生                     |
| 2018年6月18日         | コンサート | 崩落した豊受大神社で復興チャリティ―コンサート                    | 豊受大神社 |                                           |
| 2018年8月19日         | イベント   | 『手に入れた魔法を使うのは日常』                                 | 神戸ファッションプラザ | ゲスト出演                                |
| 2018年9月23日         | コラボ     | 秋分の日東京特別企画『天空の祈り』                               | 新宿文化センター | 柿坂宮司、阿部敏郎                        |
| 2018年12月22日        | イベント   | 首里城500人の祈り                                                | 首里城 |                                           |
| 2019年4月7日          | コラボ     | 『夢は身体についてくる』                                         | | MARYKODA×さとうみつろうダンスコラボ       |
| 2019年4月30日         | ツアー     | 伊勢平成最後の御陰参り                                           | 伊勢神宮 |                                           |

## 出演
- 大阪ラジオジャック ２日間で３０のラジオ局（2015年2月23日）[25]
- 日本テレビ「わけありレッドゾーン」（2015年5月26日）[24]
- ホンマルラジオ（2017年6月3日）[26]
- サタデーラジオ（2017年6月10日）[26]
- 渋谷のラジオ『夢からの招待状』（2019年2月7日）[24]
- 宜野湾ラジオ『人生が好転し始めた日』（2019年2月13日）[5]
- 那覇FMラジオ（2019年4月5日）[24]